# Pazzi a Beverly Hills
Pazzi a Beverly Hills (L.A. Story) è un film del 1991 diretto da Mick Jackson.

## Trama
Harris K. Telemacher è un presentatore televisivo meteorologico che vive a Los Angeles. Ha una relazione con la sua ragazza Trudi, arrampicatrice sociale, e sente che il suo lavoro sia poco dignitoso e poco intellettuale, sebbene abbia un dottorato di ricerca in arti e discipline umanistiche. Vuole trovare un significato nella sua vita, essendosi sempre più stancato di quella che vede come la città piuttosto superficiale di Los Angeles, dagli ordini di caffè eccessivamente pretenziosi alle bizzarre regole di etichetta di "tiro in autostrada". Trascorre il suo tempo pattinando nelle gallerie d'arte con il suo amico Ariel, offrendo eccentriche recensioni d'arte ai conoscenti, remixando molto Shakespeare e cercando in altro modo di sfuggire alla sua vita ordinaria.
A un pranzo con un gruppo di amici conosce Sara, una giornalista londinese , della quale si innamora subito. Tornando a casa quella notte, la sua macchina si guasta in autostrada. Si accorge che un segnale luminoso di indicazioni del traffico in autostrada sembra mostrare messaggi destinati esclusivamente a lui, in particolare gli offre consigli criptici sulla sua vita amorosa.
Comincia a innamorarsi di Sara, ma lei è combattuta perché si è impegnata a riconciliarsi con il suo ex marito, Roland. Ritenendo quindi  improbabile una relazione con Sara, Harris inizia a frequentare SanDeE, un'aspirante modella svampita, che incontra in un negozio di abbigliamento. Dopo il suo primo appuntamento con lei, Harris scopre che Trudi lo tradisce da tre anni con il suo agente. La scoperta lo porta allora a perseguire il suo interesse romantico per Sara, ma ciò è complicato dalla sua relazione con SanDeE e dal sentimento di obbligo di Sara nei confronti di Roland.
Alla fine riesce a conquistare Sara, con un po' di incoraggiamento e consiglio dal segnale stradale, e a dare una svolta alla sua vita.

## Produzione
Scritto e interpretato da Steve Martin, è ambientato a Los Angeles. Oltre a Steve Martin, il cast comprende Victoria Tennant (all'epoca sposata con l'attore), Richard E. Grant, Marilu Henner e Sarah Jessica Parker; inoltre in ruoli non accreditati compaiono in vari camei Chevy Chase, Woody Harrelson, Terry Jones, Rick Moranis e Robert Picardo. Anche John Lithgow e Scott Bakula hanno interpretato delle scene - rispettivamente come agente cinematografico e come vicino di casa di Harris - che però sono state tagliate nel montaggio finale.
Tra le musiche del film spiccano tre canzoni di Enya: On Your Shore e Exile (dall'album Watermark) e Epona (dall'album Enya).
Il film è stato un successo al botteghino. Il film ha guadagnato $ 6,6 milioni durante il suo weekend di apertura e ha incassato un totale di $ 28 milioni.